# Nuno Valente
Nuno Jorge Pereira Silva Valente, portugalski nogometaš, * 12. september 1974, Lizbona, Portugalska.
Nuno Valente je s portugalsko reprezentanco nastopil na Evru 2004 in na Svetovnem prvenstvu 2006.

## Klubska kariera

### Zgodnja leta
Valente je svojo klubsko kariero začel pri portugalskem drugoligašu Portimonense. Po dveh sezonah ga je opazil skavt Sportinga in ga pripeljal v ta klub. Sprva Valente ni veliko igral pri Sportingu, s katerim je sicer že v prvi sezoni osvojil naslov portugalskega državnega prvaka. Leta 1995 je bil za sezono 1996–97 posojen klubu Marítimo. Tam ga je opazil José Mourinho in ga pripeljal v klub UD Leiria, ki ga je takrat vodil kot trener.  
V Leirii je Valente igral tri sezone in se dobro izkazal. Ko je leta 2002 Mourinho zapustil klub in prevzel FC Porto, je najprej v klub pripeljal svoja bivša igralca Valenteja in Derleija. Valente je upravičil Mourinhovo zaupanje in dobro igral na vseh tekmah ter s klubom že prvo leto osvojil portugalsko SuperLigo ter pokal UEFA. Še posebej se je izkazal na finalni tekmi proti Celticu, ki jo je Porto dobil s 3:2. Tudi naslednja sezona pro Portu je bila za Valenteja uspešna, klub pa se je uvrstil v finale Lige Prvakov in tam s 3:0 premagal AS Monaco.  
Po Mourinhovem odhodu v Chelsea je Valente utrpel več zaporednih poškodb tako, da je za Porto v celi sezoni odigral le osem tekem.
Po še eni neuspešni sezoni je od predsednika portugalske nogometne zveze Jorgeja Nuna Pinto da Coste dobil ultimat, da se mora odločiti med klubsko in reprezentančno kariero. Po resnih sporih z vodstvom zveze je bil Valente suspendiran. Avgusta 2005 je bil tako iz Porta na priporočilo Mourinha prodan angleškemu klubu Everton F.C., kjer je zamenjal poškodovanega branilca Allesandra Pistoneja.

### Everton
Valente je potreboval nekaj časa, da se privadi angleškemu slogu igre, kmalu pa je postal pomemben igralec Evertona in je kmalu dobil stalno mesto v prvi enajsterici. Februarja 2007 je s klubom podpisal novo pogodbo, ki ga zavezuje klubu do konca sezone 2008.

## Reprezentanca
Marca 2006 je Valente okreval po poškodbi stegenske mišice tik pred nastopom na svetovnem prvenstvu, kjer je bil nepogrešljiv člen portugalske obrambne vrste in je bistveno pripomogel k uvrstitvi Portugalske v polfinale. 

## Osvojeni naslovi
- Liga prvakov (2004)
- Pokal UEFA (2003)
- Portugalska SuperLiga (2003, 2004)
- FIFA svetovno klubsko prvenstvo (2004)